# A Little Help From My Friends
A Little Help From My Friends is de elfde aflevering van het negende seizoen van de televisieserie ER, die voor het eerst werd uitgezonden op 9 januari 2003.

## Verhaal
Dr. Kovac moet voorkomen voor de interne tuchtcollege voor de dood van Rick Kendrick, hij krijgt hierin steun van dr. Lewis en Lockhart. Dr. Kovac heeft een gesprek met de moeder van Rick, dr. Romano ziet dit en waarschuwt hem om niet met de familie te praten. 
Dr. Pratt brengt een pistool mee op de SEH en wordt daarbij betrapt door de beveiliging. Hij verklaart dat hij het pistool buiten gevonden heeft en wilde afgeven aan de politie. Dr. Carter vermoedt dat hij niet de waarheid vertelt en dat zijn broer Leon hiermee te maken heeft. 
Dr. Weaver is van plan om haar zwangerschap geheim te houden voor haar collega’s. Als zij ineens bloedingen krijgt en een miskraam moet zij haar geheimhouding helaas opgeven.
Dr. Lewis krijgt een patiënt die bekent dat hij een kind wil aanranden. Afdeling psychologie wil hem echter niet opnemen, tot grote frustratie van dr. Lewis, omdat hij nog niets misdaan heeft.
Gallant heeft een oudere patiënt onder behandeling die een hartinfarct kreeg tijdens seks met zijn veel jongere vrouw. Zijn vrouw wil koste wat het kost zwanger worden van hem om zo haar erfenis veilig te stellen.

## Rolverdeling

### Hoofdrollen
- Noah Wyle - Dr. John Carter
- Laura Innes - Dr. Kerry Weaver
- Mekhi Phifer - Dr. Gregory Pratt
- Goran Višnjić - Dr. Luka Kovac
- Sherry Stringfield - Dr. Susan Lewis
- Ming-Na Wen - Dr. Jing-Mei Chen
- Paul McCrane - Dr. Robert Romano
- John Doman - Dr. Carl Deraad
- Sam Anderson - Dr. Jack Kayson
- Edward Asner - Dr. James McNulty
- John Aylward - Dr. Donald Anspaugh
- Zachary Throne - Dr. Scott
- Maura Tierney - verpleegster Abby Lockhart
- Laura Cerón - verpleegster Chuny Marquez
- Yvette Freeman - verpleegster Haleh Adams
- Deezer D - verpleger Malik McGrath
- Michelle Bonilla - ambulancemedewerker Christine Harms
- Emily Wagner - ambulancemedewerker Doris Pickman
- Sharif Atkins - Michael Gallant
- Lisa Vidal - Sandy Lopez
- Abraham Benrubi - Jerry Markovic

### Gastrollen (selectie)
- Michael Ealy - Rick Kendrick
- Barbara Eve Harris - Mrs. Kendrick
- Liz Torres - Sarah Wilson
- Patrick Cranshaw - Mr. Gilman
- Sofia Milos - Coco
- Rob Moore - inseminator
- Shoshannah Stern - Rosemary
- Sondra Currie - Dottie Shroeder
- Marcello Thedford - Leon
- Denyn Pysz - politieagent Robbins
- Miguel Angel Caballero - Rico Solano
- Alex Chester - Anastasia Chang